# Социал-демократический фронт
Социал-демократический фронт (англ. Social Democratic Front, фр. Front Social Démocrate) — главная оппозиционная политическая партия в англоязычной части Камеруна, возглавляемая Джошуа Осихом. Возглавлялась Ни Джоном Фрунди с момента основания до своей смерти в 2023 году. Была сформирована в 1990 году. Получает значительную поддержку от англоязычных Юго-Западного и Северо-Западного регионов.

## История
Социал-демократический фронт Камеруна был создан в Баменде 26 мая 1990 года в качестве оппозиции правящему Камерунскому народному демократическому движению. После митинга по случаю его основания шесть человек были убиты силами безопасности. Партия провела свое Учредительное собрание 3 февраля 1991 года и избрала свой Национальный исполнительный комитет. Партия отказалась подписать Трехстороннюю декларацию ноября 1991 года и решила бойкотировать парламентские выборы в марте 1992 года вместе с Демократическим союзом Камеруна из-за неспособности правительства выполнить требования оппозиции, которые включали создание независимой избирательной комиссии для наблюдения за выборами. Однако на своем национальном съезде в мае 1992 года партия объявила, что примет участие в президентских выборах позднее в том же году. Фру Нди, кандидат от СДФ на президентских выборах в октябре 1992 года, получил около 36 % голосов против около 40 % у действующего президента Поля Бийя, согласно официальным результатам. Члены СДФ считают, что им отказали в победе «под дулом пистолета». Сейчас же широка критика в национальной прессе за переезд партии в Яунде.
СДФ получили 43 места в Национальном собрании на парламентских выборах в мае 1997 года, что было наилучшим результатом в Северо-Западном регионе, где они получили 19 из 20 мест; они также получили большинство мест в Западном регионе — 15 из 25, а позже решили бойкотировать президентские выборы в октябре 1997 года вместе с Национальным союзом за демократию и прогресс и Демократическим союзом Камеруна. На парламентских выборах в июне 2002 года СДФ получили 22 места; одно из этих мест было получено в ходе повторного голосования, проведенного в некоторых округах 15 сентября. Хотя партия потеряла почти половину своих мест на выборах 2002 года, она по-прежнему доминировала в Северо-Западной провинции, где она снова получила 19 из 20 мест.
На президентских выборах, состоявшихся 11 октября 2004 года, Фру Нди снова баллотировался как кандидат от СДФ и набрал 17,4 % голосов согласно официальным результатам, значительно отстав от Бийи. На парламентских выборах в июле 2007 года СДФ выиграли 14 из 163 первоначально заявленных мест, и выиграла ещё два места (из 17 поставленных на карту) в избирательных округах, где выборы проводились снова в сентябре, таким образом, выиграв в общей сложности 16 из 180 мест. Эти дополнительные места имели решающее значение, поскольку СДФ не могли сформировать парламентскую группу, если у неё не было по крайней мере 15 мест. Успех партии на выборах в основном ограничивался Северо-Западной провинцией, где она снова выиграла большинство мест, с 11 из 20.
СДФ решительно выступили против поправки к конституции, позволяющей Бийе снова баллотироваться на пост президента в 2011 году. Депутаты бойкотировали парламентские выборы в апреле 2008 года, на которых была одобрена поправка, и впоследствии призвала объявить «день траура», в течение которого люди должны были носить чёрное и оставаться дома.

## Выборы

### Президентские выборы
| Выборы | Кандидат от партии | Голоса    | %       | Результат |
| ------ | ------------------ | --------- | ------- | --------- |
| 1992   | Джон Фру Нди       | 1,066,602 | 36.0 %  | Проигрыш  |
| 1997   | Бойкот             | Бойкот    | Бойкот  | Бойкот    |
| 2004   | Джон Фру Нди       | 654,066   | 17.40 % | Проигрыш  |
| 2011   | Джон Фру Нди       | 518,175   | 10.71 % | Проигрыш  |
| 2018   | Джошуа Осих        | 118,706   | 3.36 %  | Проигрыш  |

### Выборы в Национальное собрание
| Выборы | Лидер партии | Голоса  | %      | Места     | +/-  | Позиция | Исход                      |
| ------ | ------------ | ------- | ------ | --------- | ---- | ------- | -------------------------- |
| 1992   | Джон Фру Нди | Бойкот  | Бойкот | 0 из 180  |      |         | Внепарламентская оппозиция |
| 1997   | Джон Фру Нди | 685,689 | 23.5 % | 43 из 180 | ▲ 43 | ▲ 2-е   | Оппозиция                  |
| 2002   | Джон Фру Нди |         |        | 22 из 180 | ▼ 21 | ▬ 2-е   | Оппозиция                  |
| 2007   | Джон Фру Нди | 425,435 | 13.6 % | 16 из 180 | ▼ 6  | ▬ 2-е   | Оппозиция                  |
| 2013   | Джон Фру Нди | 508,901 | 12.6 % | 18 из 180 | ▲ 2  | ▬ 2-е   | Оппозиция                  |
| 2020   | Джон Фру Нди |         |        | 5 из 180  | ▼ 13 | ▼ 3-ие  | Оппозиция                  |